# 19 مايو
- السبت
- الأحد
- الاثنين
- الثلاثاء
- الأربعاء
- الخميس
- الجمعة

- 2628 شوال 1446  هـ
- 2729 شوال 1446  هـ
- 2830 شوال 1446  هـ
- 291 ذو القعدة 1446  هـ
- 302 ذو القعدة 1446  هـ
- 13 ذو القعدة 1446  هـ
- 24 ذو القعدة 1446  هـ
- 35 ذو القعدة 1446  هـ
- 46 ذو القعدة 1446  هـ
- 57 ذو القعدة 1446  هـ
- 68 ذو القعدة 1446  هـ
- 79 ذو القعدة 1446  هـ
- 810 ذو القعدة 1446  هـ
- 911 ذو القعدة 1446  هـ
- 1012 ذو القعدة 1446  هـ
- 1113 ذو القعدة 1446  هـ
- 1214 ذو القعدة 1446  هـ
- 1315 ذو القعدة 1446  هـ
- 1416 ذو القعدة 1446  هـ
- 1517 ذو القعدة 1446  هـ
- 1618 ذو القعدة 1446  هـ
- 1719 ذو القعدة 1446  هـ
- 1820 ذو القعدة 1446  هـ
- 1921 ذو القعدة 1446  هـ
- 2022 ذو القعدة 1446  هـ
- 2123 ذو القعدة 1446  هـ
- 2224 ذو القعدة 1446  هـ
- 2325 ذو القعدة 1446  هـ
- 2426 ذو القعدة 1446  هـ
- 2527 ذو القعدة 1446  هـ
- 2628 ذو القعدة 1446  هـ
- 2729 ذو القعدة 1446  هـ
- 281 ذو الحجة 1446  هـ
- 292 ذو الحجة 1446  هـ
- 303 ذو الحجة 1446  هـ
- 314 ذو الحجة 1446  هـ
- 15 ذو الحجة 1446  هـ
- 26 ذو الحجة 1446  هـ
- 37 ذو الحجة 1446  هـ
- 48 ذو الحجة 1446  هـ
- 59 ذو الحجة 1446  هـ
- 610 ذو الحجة 1446  هـ

19 مايو أو 19 أيَّار أو 19 مايس أو 19 نوَّار أو يوم 19 \ 5 (اليوم التاسع عشر من الشهر الخامس) هو اليوم التاسع والثلاثون بعد المئة (139) من السنوات البسيطة، أو اليوم الأربعون بعد المئة (140) من السنوات الكبيسة وفقًا للتقويم الميلادي الغربي (الغريغوري). يبقى بعده 226 يوما لانتهاء السنة.

## أحداث
- 1268 - المسلمون بقيادة الظاهر بيبرس ينجحون باسترداد مدينة أنطاكية من يد الصليبيين بعد أن ظلت بأيديهم لمدة 170 سنة.
- 1502 - كريستوفر كولومبوس يقوم برحلته الرابعة والأخيرة عبر المحيط الأطلسي.
- 1798 - الحملة الفرنسية على مصر تتحرك من ميناء تولون بقيادة نابليون بونابرت باتجاه مصر.
- 1941 - تأسيس مصرف الرافدين بموجب القانون رقم (33) لسنة 1941 وبرأس مال مدفوع قدره خمسون ألف دينار عراقي
- 1953 - اللواء محمد نجيب يشكل حكومته الثانية وذلك بعد نجاح ثورة يوليو.
- 1956 - بداية إضراب الطلبة الجزائريين، الذي دعا إليه الاتحاد العام للطلبة المسلمين الجزائريين للإتحاق بثورة التحرير الجزائرية.
- 1965 - سوريا تعلن عن إعدام الجاسوس إيلي كوهين.
- 1971 - أَوَّل احتفال بِيوم مالكوم إكس أو ذكرى ميلاد مالكوم إكس؛ يوم عطلة في بعض ولايات الاتحاد الأمريكي الشمالي تخليداً وتكريماً لمسيرة الدّاعية الإسلاميّ.
- 1973 -
  - التوقف عن تداول ريال قطر ودبي في كل من الإمارتين.
  - تأسيس مصرف الإمارات العربية المتحدة المركزي تحت مسمى «مجلس النقد».
- 1989 - إسرائيل تعتقل مؤسس حركة حماس الشيخ أحمد ياسين.
- 1990 - القوات السوفيتية تنسحب من أكبر قاعدة عسكرية في المجر.
- 2001 - مقتل الفلاحة الصينية «سن زونجهوا» على يد السلطات الصينية لرفضها الخضوع لعملية تعقيم لمنعها من الإنجاب.
- 2004 - بدء محاكمة الجنود الأمريكيين المتهمين بإساءة معاملة المعتقلين العراقيين في سجن أبو غريب.
- 2009 - تشكيل حكومة فلسطينية جديدة في الضفة الغربية برئاسة سلام فياض، وقد قاطعت كتلة حركة فتح في المجلس التشريعي الفلسطيني الحكومة، بينما قالت حركة حماس بأن الحكومة غير شرعية وأن تشكيلها يعد تخريب متعمد للحوار الوطني الفلسطيني وتهديد لمستقبل الحوار وتؤكد عدم التعامل معها.
- 2016 - الخارجية المصرية تعلن رسمياً عن تحطم طائرة مصر للطيران رقم 804 قبالة السواحل اليونانية وعلى متنها 66 راكباً.
- 2018 - عقد زفاف الأمير هاري وميغان ماركل وإعلانهما زوجاً وزوجة في المملكة المتحدة.
- 2024 - سقوط طائرة رئيس الجمهورية الإسلامية الإيرانية إبراهيم رئيسي في محافظة أذربيجان الشرقية في إيران بعد عودته من زيارة قصيرة لدولة أذربيجان ووفاته هو ووزير خارجيته حسين أمير عبد اللهيان وبعض مساعديه.

## مواليد
- 1762 - جوهان جوتليب فيخته، فيلسوف ألماني.
- 1832 - ادموند بور، عالم رياضيات فرنسي.
- 1881 - مصطفى كمال أتاتورك، مؤسس وأول رئيس لجمهورية تركيا.
- 1882 - محمد مصدق، رئيس وزراء إيران.
- 1890 - هو تشي منه، الرئيس الأول ومؤسس فيتنام الشمالية.
- 1892 - عبد الحسين هوشمند راد، كاتب مقالات وسيرة إيراني.
- 1914 - ماكس بيروتس، عالم كيمياء بريطاني حاصل على جائزة نوبل في الكيمياء عام 1962.
- 1925 - مالكوم إكس، مؤسس حركة أمة الإسلام في الولايات المتحدة.
- 1927 - يوسف إدريس، أديب مصري.
- 1930 - زينات علوي، راقصة شرقية وممثلة مصرية.
- 1932 - هانم محمد، ممثلة مصرية.
- 1936 - أندري كفاشناك، لاعب كرة قدم تشيكي.
- 1948 - سامي كلارك، مغني وموسيقي لبناني.
- 1952 - بيرت فان مارفيك، لاعب ومدرب كرة قدم هولندي.
- 1954 - هوتشو أوتسكا، ممثل أداء صوتي ياباني.
- 1955 - جيمس غوسلينغ، مطور برمجيات كندي.
- 1960 - ياسنوري إيواساكي، ملحن ياباني.
- 1963 - فيليبو غالي، لاعب كرة قدم إيطالي.
- 1970 - مصطفى شعبان، ممثل مصري.
- 1977 - مانويل ألمونيا، لاعب كرة قدم إسباني.
- 1978 - عبد الله مروح، صحفي ورياضي سوري.
- 1979 -
  - سانو ليك، ممثلة أمريكية.
  - أندريا بيرلو، لاعب كرة قدم إيطالي.
  - دييغو فورلان، لاعب كرة قدم أوروغواني.
- 1980 - درو فولر، ممثل أمريكي.
- 1987 - ديفيد إدغار، لاعب كرة قدم كندي.

## وفيات
- 1536 - آن بولين، زوجة هنري الثامن ملك إنجلترا وأم ابنته الملكة إليزابيث الأولى.
- 1825 - سان سايمون، فيلسوف سياسي فرنسي.
- 1864 - ناثانيال هاوثورن، روائي أمريكي.
- 1898 - وليام غلادستون، رئيس وزراء المملكة المتحدة.
- 1935 - توماس إدوارد لورنس، ضابط استخبارات بريطاني اشتهر باسم لورنس العرب.
- 1965 - محمد البشير الإبراهيمي، مفكر إسلامي جزائري.
- 1994 - جاكلين كينيدي، زوجة رئيس الولايات المتحدة الخامس والثلاثين جون كينيدي.
- 1998 - سوسوكه أونو، رئيس وزراء اليابان.
- 2009 -
  - روبرت فورشغوت، عالم كيمياء حيوية أمريكي حاصل على جائزة نوبل في الطب عام 1998.
  - عدنان الزبن، شاعر ومؤرخ إسلامي فلسطيني أردني.
- 2015 - حسن مصطفى، ممثل مصري.
- 2018 -
  - برنارد لويس، مؤرخ ومستشرق بريطاني أميركي.
  - مية الجريبي، سياسية ومناضلة حقوقية تونسية.
- 2024 -
  - علي الكوراني، عالم شيعي لبناني
  - إبراهيم رئيسي، ثامن رؤساء الجمهورية في إيران.
  - حسين أمير عبد اللهيان، سياسي ودبلوماسي إيراني.
  - محمد علي آل هاشم، سياسي وعالم شيعي إيراني.
  - مالك رحمتي، سياسي إيراني.

## أعياد ومناسبات
- يوم مالكوم إكس في الولايات المتحدة.
- عيد الشباب والرياضة في تركيا.
- يوم الطالب في الجزائر.
- يوم ذكرى الإبادة الجماعية (اليونان)

## وصلات خارجية
- وكالة الأنباء القطريَّة: حدث في مثل هذا اليوم.
- النيويورك تايمز: حدث في مثل هذا اليوم.
- BBC: حدث في مثل هذا اليوم.